# Cyrtophora citricola
Cyrtophora citricola é uma aranha pertencente a família Araneidae. Ocorre nas partes mais quentes da Europa, Ásia e África, mas também na Austrália, Costa Rica, Hispaniola e Colômbia. Agora também pode ser encontrada em outras partes, como o Brasil e a Flórida, onde foi encontrada pela primeira vez em 2000.